# Iproniazide
Iproniazide (iproniazidefosfaat) op de markt gebracht als Marsilid, Iprozid, Ipronid, Rivivol, Propilniazida) is een monoamino-oxidaseremmer (MAO-remmer) dat als antidepressivum werkzaam is. Iproniazide was rond 1952 ontwikkeld als middel tegen tuberculose, maar bleek onverwacht effectief tegen klinische depressie. In 1957 werd  het hiervoor geregistreerd. Vanwege schadelijke effecten op de lever werd het middel uit productie genomen. In de jaren zestsig raakten de klassieke MAO-remmers als groep in diskrediet.